# فین‌گرید

لوگوی فین‌گرید

فین‌گرید (انگلیسی: Fingrid) (شرکت Fingrid Oyj) یک اپراتور شبکه انتقال برق ملی فنلاند است. این شرکت متعلق به دولت فنلاند (۵۳٫۱٪) و مؤسسات مالی و بیمه مختلف (۴۶٫۹٪) است.
در سال ۲۰۱۱، شرکت‌های برق فورتوم و پوهولان وویما سهام خود در فین‌گرید (هر کدام ۲۵٪) را به دلیل دستورالعمل بازار داخلی اتحادیه اروپا در برق، که مستلزم جدا بودن تولید برق و مالکیت سیستم‌های انتقال است، فروختند. انتقال از و به شبکه روسیه توسط طرف روسی در ۱۳ مه ۲۰۲۲ قطع شد.